# جوني جيبسون
جوني جيبسون (بالإنجليزية: Johnny Gibson)‏ (23 ديسمبر 1950 بكينغستون أبون هال في المملكة المتحدة - ) هو لاعب كرة قدم بريطاني في مركز جناح. لعب مع نادي بارتيك ثيسل ونادي سانت ميرين ونادي سلتيك ونادي إيست فيف ونادي ستيرلينغ ألبيون وفورفار أثلتيك ‏ وSauchie Juniors F.C. ‏ ونادي آير يونايتد.